# Le Poids du passé
Pour le film de 1920, voir Le Poids du passé (film).
Le Poids du passé (To Face Her Past) est un téléfilm américain réalisé par Steven Schachter et diffusé en 1996.

## Synopsis
Une mère atteinte de leucémie aurait besoin d'un transplantation.

## Fiche technique
- Titre original : To Face Her Past
- Réalisation : Steven Schachter
- Scénario : Renee Longstreet
- Photographie : Mark W. Gray
- Musique : Peter Manning Robinson
- Durée : 85 min
- Pays :  États-Unis

## Distribution
- Patty Duke : Beth Bradfield
- Tracey Gold : Lori Molina
- David Ogden Stiers : Ken Bradfield
- Gabrielle Carteris : Megan Hollander
- James Brolin : Greg Hollander
- Maurice Benard : Jesse Molina
- Laura Jaime : Molly Molina
- Christopher Tichy : Greg jeune
- Michele Lamar Richards : Janet
- Francis X. McCarthy : Vic Hollander